# Österreichische Buchdrucker-Zeitung
Die Österreichische Buchdrucker-Zeitung war eine österreichische Wochenzeitung, die von 1873 bis 1885 in Wien erschien. Ab 1886 hieß sie Österreichisch-ungarische Buchdrucker-Zeitung und ab 1919 Deutsch-österreichische Buchdrucker-Zeitung. Nebentitel der Zeitung waren bis 1903 Wochenblatt für sämtliche graphischen Zweige, ab 1904 Organ des Graphischen Club in Wien. Wochenblatt für sämtliche graphische Zweige und ab 1919 Wochenblatt für sämtliche graphische Zweige. Publikationsorgan des Gremiums der Buchdrucker und Schriftgießer in Wien, des Gremiums der Lithographen, Stein-, Licht-, Kupfer- und Zinkdrucker sowie Chemiegraphen und verwandter Gewerbe in Wien. Bis 1919 erschien sie im Verlag von Friedrich Jasper.